# Tajlandia na Zimowych Igrzyskach Olimpijskich 2022
Tajlandia na Zimowych Igrzyskach Olimpijskich 2022 – występ kadry sportowców reprezentujących Tajlandię na igrzyskach olimpijskich, które odbyły się w Pekinie, w Chińskiej Republice Ludowej, w dniach 4-20 lutego 2022 roku.
Reprezentacja Tajlandii liczyła czworo zawodników – dwie kobiety i dwóch mężczyzn. Wszyscy oni urodzili się i mieszkają w Europie.
Był to piąty start Tajlandii na zimowych igrzyskach olimpijskich.

## Reprezentanci

### Biegi narciarskie
| Zawodnik        | Konkurencja                | Kwalifikacje | Kwalifikacje | Ćwierćfinały | Ćwierćfinały | Półfinały | Półfinały | Finał     | Finał   | Finał   | Źródło |
| Zawodnik        | Konkurencja                | Czas         | Miejsce      | Czas         | Miejsce      | Czas      | Miejsce   | Czas      | Strata  | Miejsce | Źródło |
| --------------- | -------------------------- | ------------ | ------------ | ------------ | ------------ | --------- | --------- | --------- | ------- | ------- | ------ |
| Karen Chanloung | bieg indywidualny kobiet   | —            | —            | —            | —            | —         | —         | 33:14,0   | +5:07,7 | 63.     | [ 1 ]  |
| Karen Chanloung | sprint kobiet              | 3:36,00      | 61.          | NQ           | NQ           | NQ        | NQ        | NQ        | NQ      | 61.     | [ 1 ]  |
| Mark Chanloung  | bieg indywidualny mężczyzn | —            | —            | —            | —            | —         | —         | 44:27,0   | +6:32,2 | 73.     | [ 2 ]  |
| Mark Chanloung  | bieg łączony mężczyzn      | —            | —            | —            | —            | —         | —         | LAP       | LAP     | 61.     | [ 2 ]  |
| Mark Chanloung  | bieg masowy mężczyzn       | —            | —            | —            | —            | —         | —         | 1:20:11.5 | +8:38.8 | 49.     | [ 2 ]  |
| Mark Chanloung  | sprint mężczyzn            | 3:02,12      | 52.          | NQ           | NQ           | NQ        | NQ        | NQ        | NQ      | 52.     | [ 2 ]  |

### Narciarstwo alpejskie
| Zawodnik        | Konkurencja            | 1 przejazd | 1 przejazd | 2 przejazd | 2 przejazd | Łącznie | Łącznie | Źródło |
| Zawodnik        | Konkurencja            | Czas       | Pozycja    | Czas       | Pozycja    | Czas    | Pozycja | Źródło |
| --------------- | ---------------------- | ---------- | ---------- | ---------- | ---------- | ------- | ------- | ------ |
| Mida Fah Jaiman | slalom kobiet          | DNF        | DNF        | NQ         | NQ         | DNF     | DNF     | [ 3 ]  |
| Mida Fah Jaiman | slalom gigant kobiet   | DNF        | DNF        | NQ         | NQ         | DNF     | DNF     | [ 3 ]  |
| Nicola Zanon    | slalom mężczyzn        | 1:05,71    | 45.        | 1:02,24    | 40.        | 2:07,95 | 40.     | [ 4 ]  |
| Nicola Zanon    | slalom gigant mężczyzn | 1:17,53    | 44.        | 1:20,83    | 37.        | 2:38,36 | 38.     | [ 4 ]  |